# Honea Path
Honea Path é uma cidade  localizada no estado norte-americano de Carolina do Sul, no Condado de Abbeville e Condado de Anderson.

## Demografia
Segundo o censo norte-americano de 2000, a sua população era de 3504 habitantes.
Em 2006, foi estimada uma população de 3615, um aumento de 111 (3.2%).

## Geografia
De acordo com o United States Census Bureau tem uma área de
9,0 km², dos quais 9,0 km² cobertos por terra e 0,0 km² cobertos por água. Honea Path localiza-se a aproximadamente 240 m acima do nível do mar.

## Localidades na vizinhança
O diagrama seguinte representa as localidades num raio de 16 km ao redor de Honea Path.